# Genís Llamas i Llobet
Genís Llamas i Llobet   (Badalona, 14 de novembre de 1948 - 3 de desembre de 2018) va ser president del Club Joventut Badalona entre els anys 1996 i 1999.
Va ser jugador de les categories inferiors del Joventut, fins als 17 anys. La seva vinculació amb el club badaloní continuaria anys després com a vicepresident i màxim responsable econòmic de la directiva que va presidir Lluís Conesa. L'any 1996 es va presentar a les eleccions del club verd-i-negre que se celebraven aquell estiu. Optava a la presidència juntament amb el llavors actual president Jordi Parra. Parra va acabar retirant la seva candidatura i Genis Llamas va ser triat nou president del club. Sota el seu mandat, el Joventut va guanyar una Copa del Rei, en la temporada 1996-97, i una lliga catalana, en la 98-99.
A finals de 1999 Genis Llamas va presentar la dimissió per motius personals, i el 29 de novembre d'aquell era reemplaçat per Jordi Villacampa.
A més de la seva relació amb el club, fou propietari de l'empresa Llamas S.A.. Aquesta havia estat fundada el 1923 pel seu avi, Ginés Llamas Martínez.